# Fledermauswochenstube in Eberswalde
Fledermauswochenstube in Eberswalde este o arie protejată (arie specială de conservare — SAC, sit de importanță comunitară — SCI) din Germania întinsă pe o suprafață de 0,02 ha, integral pe uscat.

## Localizare
Centrul sitului Fledermauswochenstube in Eberswalde este situat la coordonatele 52°50′38″N 13°47′33″E / 52.8439°N 13.7925°E.

## Înființare
Situl Fledermauswochenstube in Eberswalde a fost declarat sit de importanță comunitară în martie 2004.

## Biodiversitate
Situată în ecoregiunea continentală, aria protejată nu include niciun habitat protejat.
La baza desemnării sitului se află o specie protejată de  mamifere: liliac comun (Myotis myotis).